# Fire (canção de Camp Rock 2)
Fire é o terceiro single do filme Camp Rock 2: The Final Jam cantado pelo ator Mattew Finley e foi lançado em 10 de maio de 2010.
Foi composta por Lyrica Anderson e Dapo Torimiro, e produzida por Torimiro.

## Videoclipe
O videoclipe mostra cenas dos bastidores, com ensaios da coreografia da música e também cenas do filme, além da apresentação da música no Jam Final.